# Campanula oreadum
Espèce
Classification phylogénétique
Campanula oreadum est une espèce végétale de la famille des Campanulaceae. Cette campanule vivace de 5 à 10 cm, de l'est de la Grèce, pousse sur éboulis et falaises calcaires.